# Richard Pryor
Richard Franklin Lenox Thomas Pryor (Peoria, 1 de dezembro de 1940 — Los Angeles, 10 de dezembro de 2005) foi um comediante, ator, cantor e escritor estadunidense. Pryor é conhecido por examinar de maneira humorística o racismo e eventos recentes de sua época, como ofensas, profanidades e epítetos raciais. Ele alcançou sua plateia através de observações capciosas e estilo humorístico.
Pryor é considerado pelo Comedy Central como o maior comediante stand-up de todos os tempos. É considerado um dos maiores, mais importantes e mais influentes comediantes stand-up de sua época: Jerry Seinfeld o chamou de "Picasso de sua profissão", Bob Newhart o chama de "o comediante mais seminal dos últimos 50 anos". Seu legado é atribuído, em parte, pela familiaridade que Pryor trouxe ao uso de seu estilo humorístico. Em palavras de Bill Cosby, "Richard Pryor cruzou a linha entre a comédia e a tragédia como ninguém poderia o fazer".
Seu material inclui gravações e filmes: Richard Pryor: Live & Smokin' (1971), That Nigger's Crazy (1974), ...Is It Something I Said? (1975), Bicentennial Nigger (1976), Richard Pryor: Live in Concert (1979), Richard Pryor: Live on the Sunset Strip (1982), e Richard Pryor: Here and Now (1983). Estrelou também vários filmes em sua carreira de ator, como Superman III, embora tenha participado mais usualmente em comédias como O Expresso de Chicago (1976) e ocasionalmente em dramas como Blue Collar, de Paul Schrader. Fez algumas colaborações em alguns projetos com o ator Gene Wilder e mais raramente com Paul Mooney. Apresentou a premiação do Oscar duas vezes.
Pryor venceu um Emmy Award (1973) e cinco Grammy Awards (1974, 1975, 1976, 1981, e 1982). Em 1974, ganhou dois awards da American Academy of Humor e o Writers Guild of America Award. A ele foi presenteado o primeiro Kennedy Center Mark Twain Prize for American Humor, em 1998.
Pryor teve problemas graves com drogas e seu vício o levou a uma perda de peso e uma tentativa de suicídio em 1980, ateando fogo em seu próprio corpo quando ele ainda estava sobre efeitos de drogas. O abuso de drogas coincidiu com a sua decadência a partir da década de 80, cada vez fazendo menos apresentações stand-up, entrando em dividas financeiras e recebendo papéis medíocres no cinema. Em 1986, foi diagnosticado com esclerose múltipla, o que fez com que perdesse os movimentos do corpo aos poucos, tendo que usar cadeiras de rodas e a entrar em aposentadoria a partir de outubro de 2004. No fim da vida, Richard já tinha perdido a voz.
Morreu aos 65 anos no dia 10 de dezembro de 2005, em consequência de um ataque cardíaco. Casou-se 9 vezes e deixou 7 filhos.

## Filmografia
- 2009 - Black Dynamite - Cameo via archive footage
- 2005 - Richard Pryor, The Funniest Man Dead Or Alive
- 2004 - The Last Show: Richard Pryor
- 2003 - I Ain't Dead Yet
- 2003 - Bitter Jester
- 1999 - The Norm Show
- 1997 - A Estrada Perdida (Lost Highway)
- 1996 - Prazer em Matar-Te (Mad Dog Time)
- 1991 - The Three Muscatels
- 1991 - Um sem Juízo, Outro sem Razão (Another You)
- 1989 - Os Donos da Noite (Harlem Nights)
- 1989 - Cegos, Surdos e Loucos (See No Evil, Hear No Evil)
- 1988 - Mudança do Barulho (Moving)
- 1987 - Condição Crítica (Critical Condition)
- 1986 - Jo Jo Dancer, Your Life Is Calling
- 1985 - Chuva de Milhões (Brewster's Millions)
- 1983 - Superman III
- 1982 - o Brinquedo (The Toy)
- 1982 - Apuros e Trapalhadas de Um Herói (Some Kind of Hero)
- 1981 - Bustin' Loose
- 1980 - Loucos de Dar Nó (Stir Crazy)
- 1980 - O Hábito Não Faz o Monge (In God We Tru$T)
- 1980 - A Outra Face de Moisés (Wholly Moses)
- 1979 - The Muppet Movie
- 1978 - California Suite (California Suite)
- 1978 - O Mágico Inesquecível (The Wiz)
- 1978 - Blue Collar
- 1977 - Which Way Is Up?
- 1977 - Greased Lightning
- 1976 - O Expresso de Chicago (Silver Streak)
- 1976 - The Bingo Long Traveling All-Stars & Motor Kings
- 1976 - Car Wash (Car Wash)
- 1975 - Adiós Amigo
- 1974 - Aconteceu num Sábado (Uptown Saturday Night)
- 1973 - Hit!
- 1973 - The Mack
- 1973 - Some Call It Loving
- 1972 - Lady Sings the Blues
- 1971 - You've Got to Walk It Like You Talk It Or You'll Lose That Beat
- 1970 - Carter's Army (TV)
- 1969 - The Young Lawyers (TV)
- 1968 - Uncle Tom's Fairy Tales
- 1968 - Violência nas Ruas (Wild in the Streets)
- 1967 - The Busy Body